# Балка Хвощеватая
Балка Хвощеватая — особо охраняемая территория, ботанический заказник регионального значения на территории Красненского района Белгородской области.

## Географическое положение
Общая площадь заказника составляет 11 га. Он расположен в Красненском районе Белгородской области, на территории Расховецкого сельского поселения. Заказник находится в пределах одноименной балки. Она является левым отвершком балки, которая тянется с запада на восток между селами Расховец и Хмелевое и открывается в долину реки Камышенки. От первого села заказник удален на 1,5 км в северо-восточном направлении, а от второго — на 1,8 в северо-западном. Северная сторона заказника примыкает к урочищу Хвощевое.

## История создания заказника
Впервые статус особо охраняемой территории балка Хвощеватая впервые получила в 1991 году. Тогда решением исполнительного комитета Белгородского областного Совета народных депутатов на ее территории был создан ботанический заказник. Причиной для взятия под охрану стало произрастание редких видов растений, в том числе ковылей. Позднее статус заказника был подтвержден в 1995 и в 2016 годупостановлениями главы администрации и правительства Белгородской области.

## Растительность
В пределах заказника растительность представлена разнотравно-ковыльной степью. По периметру заказник окружен полями, на которых возделываются сельскохозяйственные культуры. Пашня охватывает охраняемую территорию с востока и запада, а также с юга. То есть устье балки распахано. Урочище Хвощевое к северу от заказника представляет собой байрачный лес.

## Природоохранный режим
За обеспечение охраны ботанического заказника балка Хвощовая отвечает управление лесами Белгородской области. На территории заказника запрещен ряд видов хозяйственной деятельности:
- строительство зданий и объектов транспортной и инженерной инфраструктуры
- добыча полезных ископаемых и все работы связанные с их поиском
- создание свалок мусора
- ряд видов деятельности, связанных с сельским хозяйством (распашка, применение и хранения удобрений и химикатов, выжигание травы)
- проезд транспорта
- устройство стоянок и кемпингов
- прочая деятельность, несовместимая с целями создания заказника